# AutoCAD

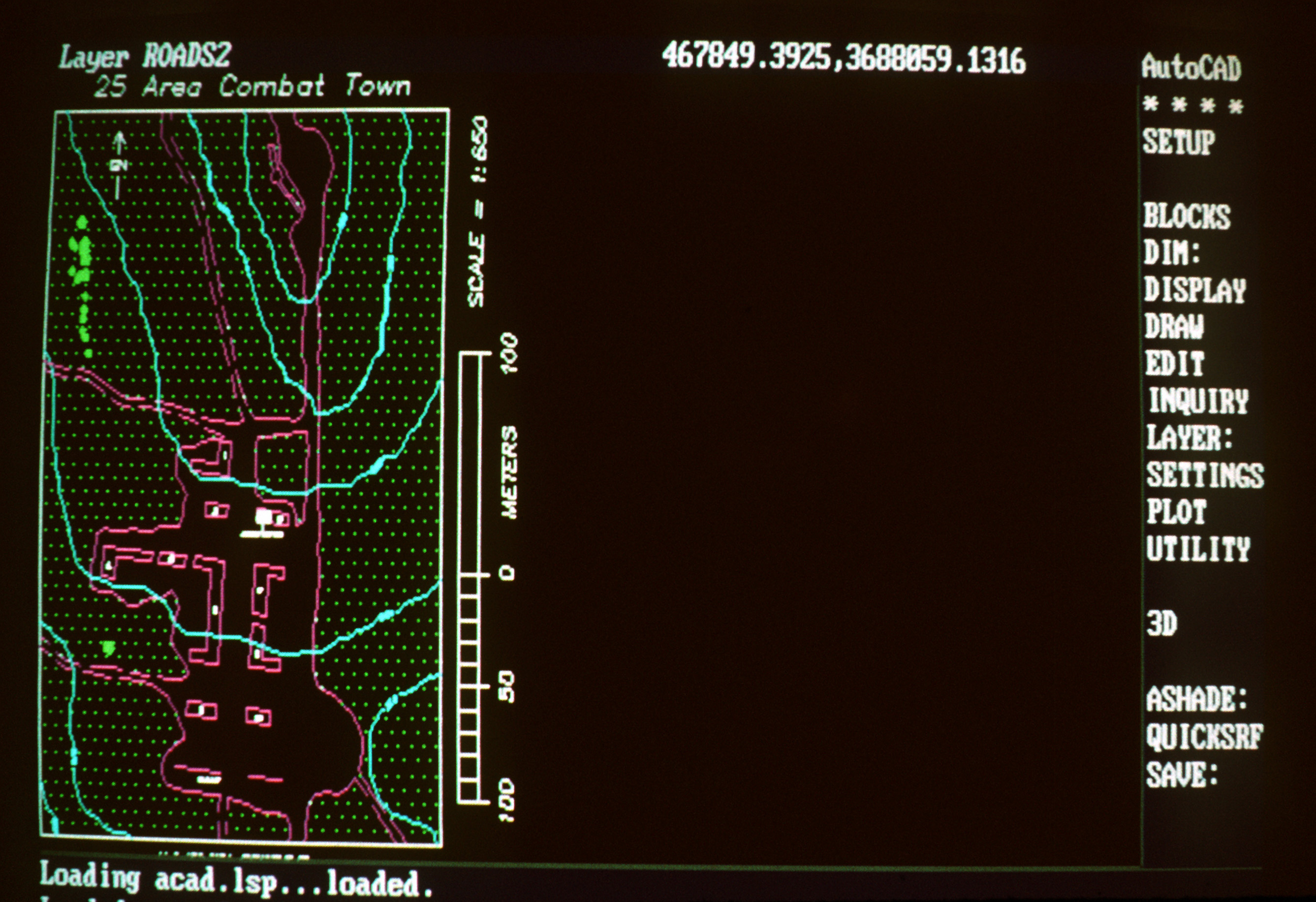
Skärmdump från AutoCAD 9 för DOS.

AutoCAD är ett CAD-program som används för att producera ritningar och design i 2D och 3D. Programmet utvecklas och säljs av Autodesk. AutoCAD finns för Microsoft Windows och Macintosh, tidigare versioner för Unix möttes av mycket lågt intresse och slutade utvecklas.
AutoCAD var ursprungligen avsett för ingenjörer, men programmet används idag även av arkitekter och andra formgivare. Dess filformat DWG och ASCII-motsvarigheten DXF har blivit standardfilformaten för tekniska ritningar.
AutoCAD utvecklades från ett program som hette Interact och som var skrivet i SPL enbart för Marinchip Systems 9900. När Marinchip Software Partners (vilket senare skulle bli Autodesk) bildats, skrev man om Interact i C då det ansågs vara språket som hade framtiden för sig, och fick namnet AutoCAD. En fördel med AutoCAD i C var att många olika plattformar kunde stödjas, på den tiden var ju inte alla PC-datorer kompatibla. Målet var att skapa det första CAD-programmet för under $1000. De flesta andra CAD-program var på den tiden stora cad-system, så många bra PC-baserade fanns inte, AutoCADs huvudkonkurrent var från början VersaCAD. Den första versionen av AutoCAD v1.0 släpptes 1982.
AutoCAD stöder ett flertal applikationsgränssnitt (API) för anpassning och automation. AutoLISP, Visual LISP, VBA, .NET och ObjectARX (klassbibliotek i C++).

## AutoCAD LT
En enklare och billigare version av AutoCAD, AutoCAD LT, lanserades 1993 och lämpar sig främst för 2D-ritningar. LT saknar stöd för APIer som AutoLSP, de flesta 3D-funktioner och vissa andra funktioner. LT är baserat på samma kod som vanliga AutoCAD.

## AutoCAD Freestyle
2010 lanserades AutoCAD Freestyle och lämpar sig för enklare 2D-ritningar. AutoCAD Freestyle är baserat på samma kod som vanliga AutoCAD. 31 January 2011 slutade AutoCAD Freestyle säljas.

## Branschspecifika AutoCAD-versioner
Autodesk har också utvecklat ett antal branschspecifika AutoCAD-versioner. AutoCAD Architecture (tidigare Architectural Desktop) har stöd för 3D-objekt som väggar, dörrar och fönster. Övriga versioner är AutoCAD Electrical, Autodesk Civil 3D, AutoCAD Map 3D, AutoCAD Mechanical, AutoCAD MEP, AutoCAD P&ID och AutoCAD Plant 3D.

## Versionshistorik
| Officiellt namn | release | releasedatum    | kommentarer                                                                         |  |
| --------------- | ------- | --------------- | ----------------------------------------------------------------------------------- |  |
| Version 1.0     | 1       | 1982, december  |                                                                                     |  |
| Version 1.2     | 2       | 1983, april     |                                                                                     |  |
| Version 1.3     | 3       | 1983, augusti   |                                                                                     |  |
| Version 1.4     | 4       | 1983, oktober   |                                                                                     |  |
| Version 2.0     | 5       | 1984, oktober   |                                                                                     |  |
| Version 2.1     | 6       | 1985, maj       |                                                                                     |  |
| Version 2.5     | 7       | 1986, juni      |                                                                                     |  |
| Version 2.6     | 8       | 1987, april     | Sista versionen som inte kräver en matematikprocessor                               |  |
| Release 9       | 9       | 1987, september |                                                                                     |  |
| Release 10      | 10      | 1988, oktober   |                                                                                     |  |
| Release 11      | 11      | 1990, oktober   |                                                                                     |  |
| Release 12      | 12      | 1992, juni      | sista releasen för Apple Macintosh                                                  |  |
| Release 13      | 13      | 1994, november  | sista releasen för Unix, MS-DOS och Windows 3.11                                    |  |
| Release 14      | 14      | 1997, februari  | aka Sedona                                                                          |  |
| AutoCAD 2000    | 15      | 1999, mars      | aka Tahoe                                                                           |  |
| AutoCAD 2000i   | 16      | 2000, juli      | aka Banff                                                                           |  |
| AutoCAD 2002    | 17      | 2001, juni      | aka Kirkland                                                                        |  |
| AutoCAD 2004    | 18      | 2003, mars      | aka Red Deer                                                                        |  |
| AutoCAD 2005    | 19      | 2004, mars      | aka Neo                                                                             |  |
| AutoCAD 2006    | 20      | 2005, mars      | aka Rio                                                                             |  |
| AutoCAD 2007    | 21      | 2006, mars      | aka Postrio                                                                         |  |
| AutoCAD 2008    | 22      | 2007, mars      | aka Spago, första releasen med stöd för x86-64-versionerna av windows XP och Vista. |  |
| AutoCAD 2009    | 23      | 2008, mars      | aka Raptor                                                                          |  |
| AutoCAD 2010    | 24      | 2009, mars      | aka Gator                                                                           |  |
| AutoCAD 2011    | 25      | 2010, mars      | aka Hammer                                                                          |  |
| AutoCAD 2012    | 26      | 2011, mars      | aka Ironman                                                                         |  |
| AutoCAD 2013    | 27      | 2012, mars      | aka Jaws                                                                            |  |
| AutoCAD 2014    | 28      | 2013, mars      | aka Keystone                                                                        |  |
| AutoCAD 2015    | 29      | 2014, mars      | aka Longbow                                                                         |  |
| AutoCAD 2016    | 30      | 2015, mars      | aka Maestro                                                                         |  |
| AutoCAD 2017    | 31      | 2016, mars      | aka Nautilus                                                                        |  |
| AutoCAD 2018    | 32      | 2017, mars      | aka Omega                                                                           |  |
| AutoCAD 2019    | 33      | 2018, mars      | aka Pi                                                                              |  |
| AutoCAD 2020    | 34      | 2019, mars      | aka Qubit                                                                           |  |
| AutoCAD 2021    | 35      | 2020, mars      | aka Rogue                                                                           |  |